# Faber-Castell
Faber-Castell es una fábrica de útiles escolares y una de las empresas alemanas más antiguas, al haber sido fundada en 1761. Con una producción de unos dos mil millones de lápices de madera al año, Faber-Castell es el mayor fabricante mundial de lápices de colores y portaminas.
Se inició como un taller de carpintería fundado por Kaspar Faber, en Stein, cerca de Núremberg. Posteriormente, uno de sus descendientes, Lothar Faber, convirtió al lápiz en el primer útil de escritura con marca del mundo.
El matrimonio de su nieta y heredera universal, la baronesa Ottilie von Faber, con el conde Alexander zu Castell-Rüdenhausen, dio lugar al nacimiento de la marca Faber-Castell. Hoy en día, continúa siendo propiedad de la misma familia, la octava generación desde su fundador. La compañía es muy reconocida en Alemania, donde es común aprender a escribir con lápices y plumas de esta marca. Internacionalmente, cuenta con una sólida reputación por sus materiales de dibujo y escritura de alta calidad.
«El lápiz está íntimamente ligado a nuestra cultura y se ha convertido en imprescindible para la ciencia y el arte», proclamó Johann von Faber en 1898.
La empresa dice que todos los productos de Faber-Castell son manufacturados utilizando procesos y materiales ecológicos y ambientalmente sostenibles. Por ejemplo, la compañía sólo utiliza madera de su propio bosque dentro de un proyecto de reforestación y conservación en Brasil, donde se plantan y cultivan sus propios árboles en áreas que estaban deforestadas y sujetas a erosión. Faber-Castell incluso recicla el desecho de la producción de lápices para utilizarlos en abonar el suelo.

## Ocho generaciones: La historia de la compañía

### Primera generación 1761-1784

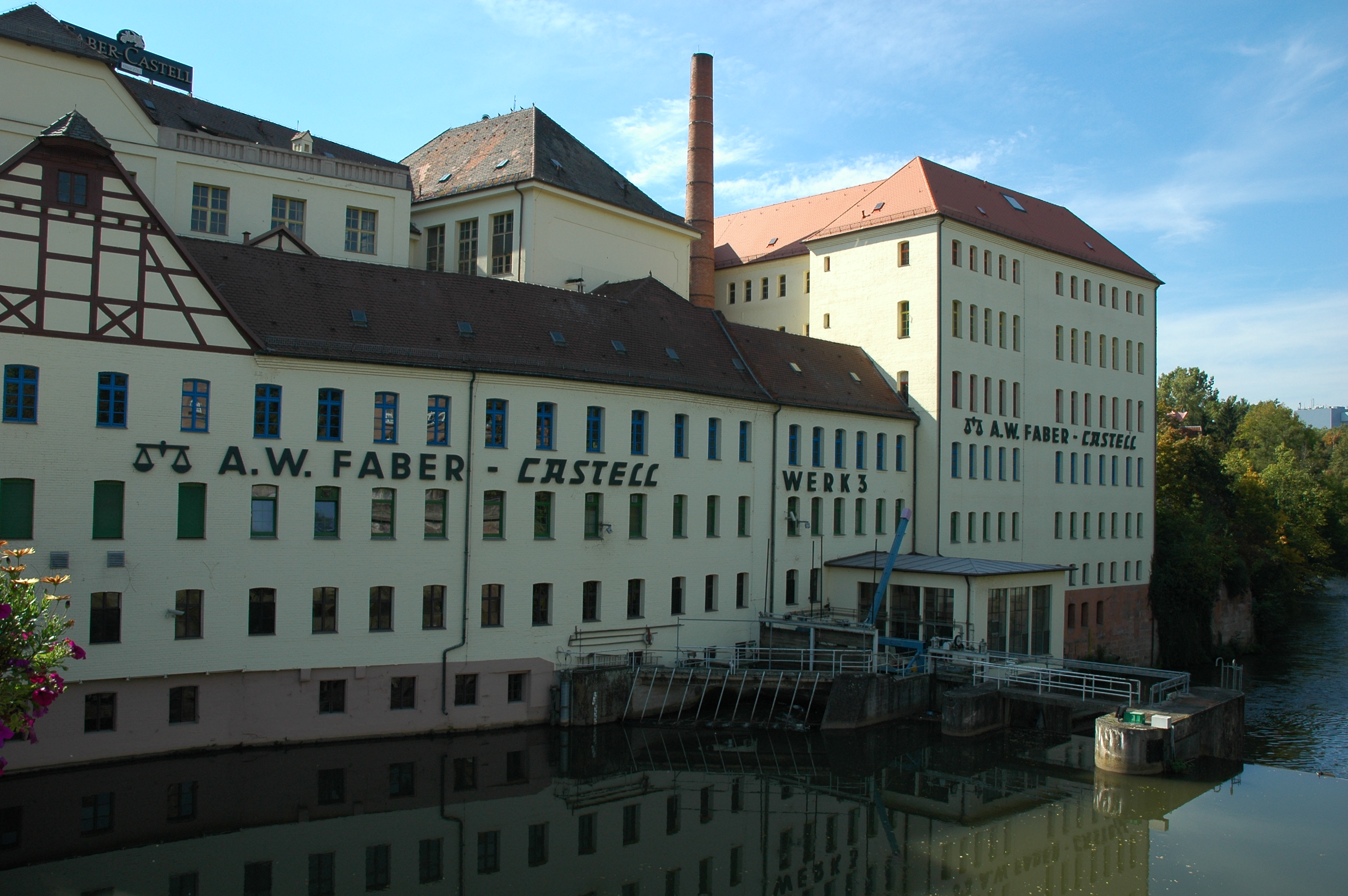
Fábrica de Faber Castell en Stein, Baviera, Alemania.

Kaspar Faber fabricó sus propios lápices en Stein y los vendió en el mercado en Núremberg a partir de 1761. Este año se considera como el año de fundación de la compañía.

### Segunda generación 1784-1810
En la segunda generación se conocía a la empresa como A. W. Faber luego de que el hijo de Kaspar, Antón Wilhelm, asumiera el control de la fábrica en 1784. La pequeña empresa familiar creció y Antón Wilhelm pudo comprar tierras y aumentar el índice de producción. Esta fue una etapa de expansión.

### Tercera generación 1810-1839
Georg Leonhard Faber dirigió la fábrica de lápices desde 1810. Estos fueron tiempos difíciles, desde el punto de vista político y económico, y G. L. Faber no pudo evitar la caída del negocio. 

### Cuarta generación 1839-1877
Después de la muerte de su padre Georg en 1839, Lothar Faber se hizo cargo de la fábrica de lápices en Stein a los 22 años. Luego de ganar experiencia trabajando para papeleras en París y Londres, principales centros de comercio internacional en esos días, Lothar comenzó a colocar al negocio de la familia en una nueva situación. Desarrolló el lápiz moderno de calidad, definió los estándares de longitud y los grados de dureza que aún hoy se utilizan, siendo también el primero en fabricar lápices hexagonales. Marcó sus lápices con el nombre A. W. Faber.
Lothar fue el primer fabricante de lápices que viajó a todos los países europeos importantes y regresó con libros de pedidos llenos. Pensando en el futuro, Lothar visitó el Nuevo Mundo y fundó su primera empresa comercial en Nueva York en 1849. A ella le siguieron subsidiarias en Londres (1851) y París (1855) y representaciones en Viena (1872) y San Petersburgo (1874).
Con la adquisición de una mina de grafito en Siberia en 1856, Lothar aseguró a la compañía una fuente del mejor grafito que se podía conseguir en aquel entonces. Cinco años más tarde celebró el centenario con la apertura de una fábrica en Geroldsgrün, en el norte de Baviera. Esta fábrica inicialmente producía pizarras escolares pero más tarde se transformó en una de las productoras más importantes de  reglas de cálculo o regletas.
La gama de productos A. W. Faber obtuvo reconocimiento en todo el mundo gracias a la red internacional de ventas que Lothar estableció con éxito a lo largo de unas pocas décadas. Como resultado, surgieron muchos imitadores. Lothar presentó un escrito al Parlamento en 1874 solicitando "la creación de una ley que proteja las marcas".
Asimismo fue cofundador del Bavarian en 1869 (hoy el Trades Institution), el Union Bank of Nuremberg en 1871 y el Nuremberg Life Assurance en 1884 (actualmente, el Nuremberg Insurance Group).
En 1844 fundó uno de los primeros programas de seguro de salud y en 1851 uno de los primeros orfanatos en Alemania. También financió la construcción de edificios de departamentos para sus trabajadores, escuelas, y una iglesia, entre otros proyectos.
En 1867 Napoleón III envió una delegación de expertos a Stein para estudiar las fundaciones ejemplares de ayuda social de Faber. En reconocimiento por los servicios brindados a la sociedad y a la economía, Lothar von Faber, como ha pasado a ser conocido ahora, recibió el título de Caballero de por vida en 1871.

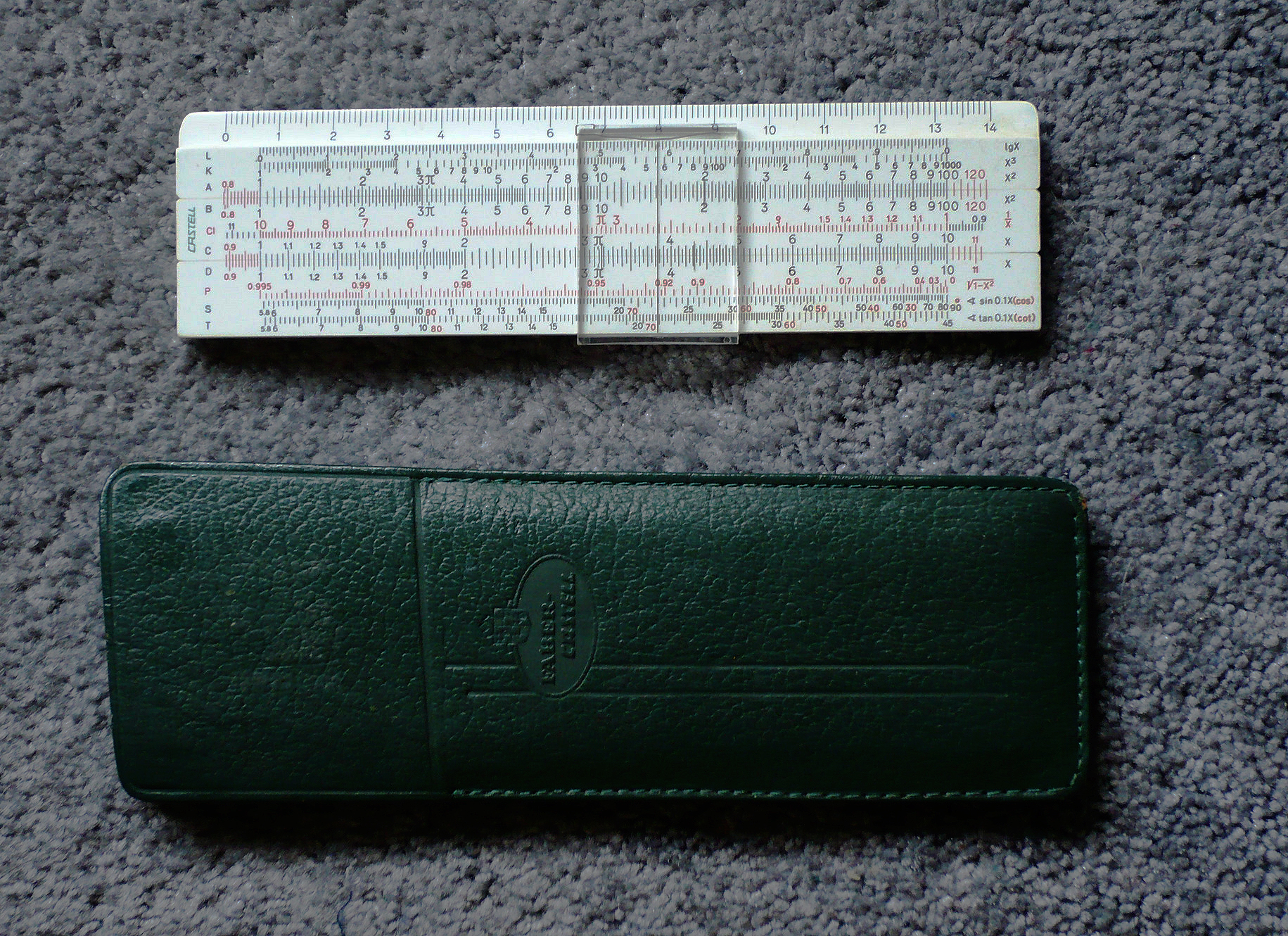
Reglas de cálculo Faber-Castell.

### Quinta generación 1877-1898
Wilhelm von Faber, el único hijo de Lothar von Faber, ingresó a la compañía en 1873 y fue designado sucesor en 1877. Perdió a sus dos hijos Lothar y Alfred Wilhelm cuando éstos tenían tres y cuatro años respectivamente. Wilhelm, una persona sensible y con inclinación artística, sufrió enormemente con la pérdida y murió joven, cuando tenía tan sólo 42 años. Dejó una viuda, Bertha y tres hijas mujeres: Ottilie, Sophie y Hedwig. Su anciano padre, Lothar, tuvo que hacerse cargo nuevamente de la compañía hasta su muerte en 1896. Luego de su defunción, la compañía A. W. Faber fue conducida por Bertha, la viuda de Wilhelm, hasta el cambio de siglo.

### Sexta generación 1898-1928
En 1898 Ottilie van Faber (1877-1944), la hija mayor de Wilhelm von Faber y nombrada heredera, contrajo matrimonio con el Conde Alexander zu Castell-Rüdenhausen, miembro de una de las familias nobles más antiguas de Alemania. Su abuelo Lothar había estipulado en su testamento que todos sus sucesores deberían llevar el nombre Faber. Así nació el nuevo título de Conde y Condesa von Faber-Castell y el nombre nuevo de la compañía Faber-Castell. El conde Alexander asumió el control del negocio en 1900.
Tres años más tarde se colocó la piedra fundamental para el gran Neues Schloss (castillo nuevo), diseñado por Theodor von Kramer quien en ese entonces era el director del Bavarian Trade Museum. Este castillo hoy es un monumento único al estilo arquitectónico del historicismo y del art nouveau. El castillo fue construido en las cercanías de la fábrica y estaba comunicado por una torre y una arcada a una mansión más pequeña ya existente. El Altes Schloss (viejo castillo), una villa renacentista muy modificada, había sido construido para Lothar Faber en 1845 por el arquitecto de la corte de Baviera, Friedrich Bürklein.
En 1905 el conde Alexander introdujo el famoso lápiz verde modelo Castell 9000, como "símbolo de una calidad superior nueva que se mantendría firme contra todos los que vinieran". El conde Alexander eligió la imagen de la justa de "los caballeros del lápiz".
Luego de la Gran Guerra, la subsidiaria de Faber-Castell en Estados Unidos de América fue confiscada y vendida en un remate. Suertes similares corrieron las demás empresas en Londres, París y San Petersburgo. En la década de 1920 el Conde Alexander construyó una gran planta de producción nueva en Stein. El complejo de tres pisos, etéreo y aireado, fue una fábrica moderna ejemplar.

### Séptima generación 1928-1978
Después de la muerte del conde Alexander en 1928, su hijo Roland lo sucedió como cabeza de la compañía. En 1931/32 Faber-Castell tomó el control de la fábrica de lápices Johann Faber que había sido fundada por el hermano de Lothar von Faber y con ella también adquirió la subsidiaria brasileña Lapis Johann Faber en São Carlos. En 1950 Faber-Castell adquirió la compañía Osmia y comenzó a vender lapiceras fuente con la marca Faber-Castell. Sin embargo, la producción terminó en 1975. 

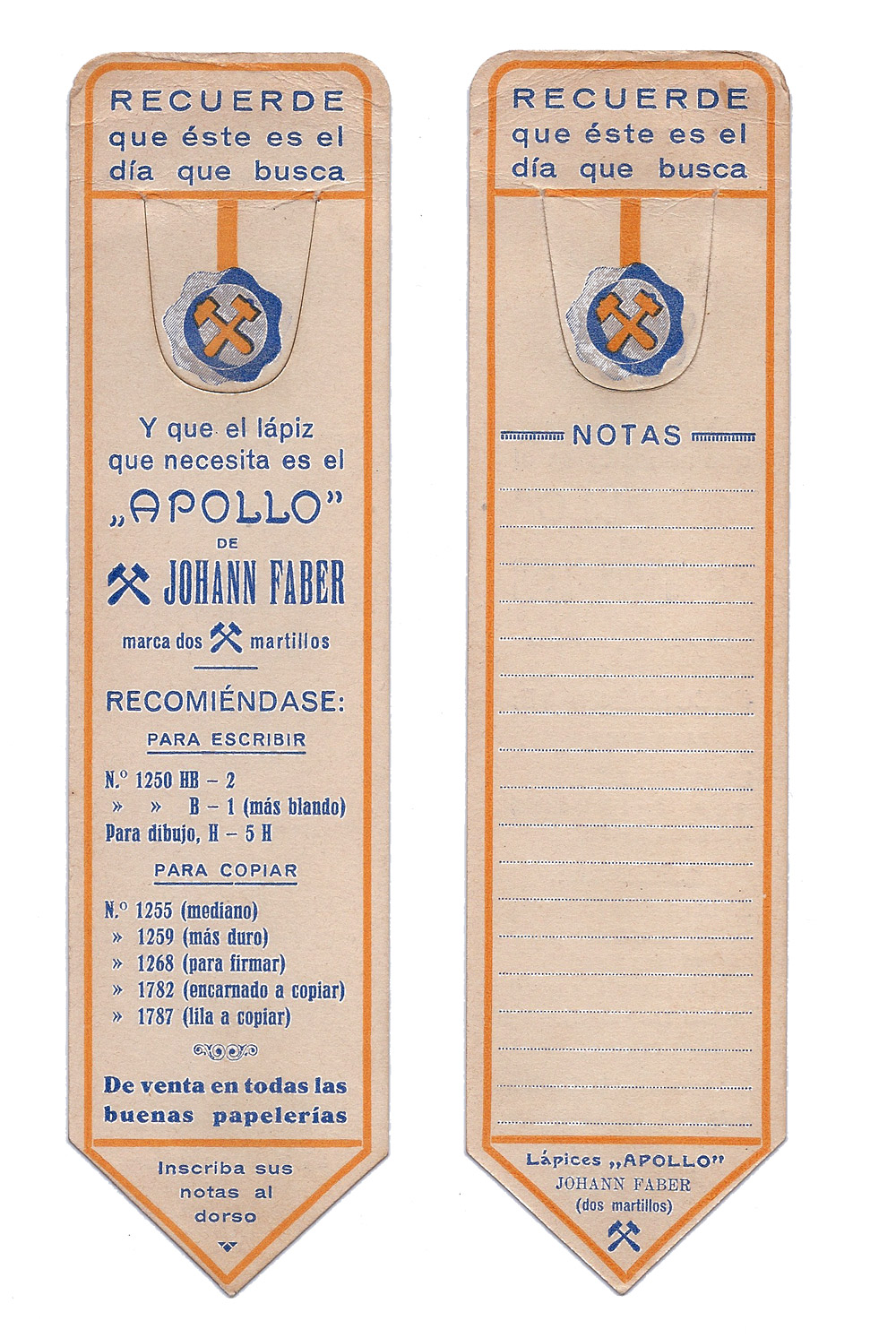
Marcapáginas de la Faber.

Entre 1960 y 1977 se fundaron nuevas subsidiarias extranjeras, incluyendo una compañía en Francia (1960), fábricas en Austria y Australia (ambas en 1962) y en Argentina y Brasil (ambas en 1965). Dos años más tarde el Conde Roland pudo recuperar una participación mayoritaria en Lapis Johann Faber SA de São Carlos, la cual había sido confiscada en la Segunda Guerra Mundial. Esta es, en la actualidad, la fábrica de lápices de colores más grande del mundo.

### Octava generación desde 1978
El conde Antón Wolfgang von Faber-Castell tomó el control de la compañía en 1978 y ese mismo año comenzó a producir lápices de madera para la industria cosmética. Durante las dos décadas siguientes se establecieron una serie de subsidiarias y fábricas en el exterior, incluyendo Malasia (1978), la que se ha convertido desde entonces en la fábrica de gomas de borrar más grande del mundo; Hong Kong (1979); una planta de producción en Indonesia (1990); y un centro de logística en la República Checa (1996). En 1997 Faber-Castell adquirió una participación mayoritaria en Tecnacril, un fabricante de instrumentos de dibujo técnico en Colombia. En India estableció oficinas de venta en Bombay y una fábrica en Goa.
Un centro de fabricación y empaquetado en Cantón, China, se convirtió en 2001 en la 15.ª planta de producción de Faber-Castell.
El conde Anton von Faber-Castell falleció a la edad de 74 años, el 21 de enero de 2016, después de sufrir una penosa enfermedad. Le suceden la viuda, la condesa Mary von Faber-Castell y su hijo mayor el conde Charles von Faber-Castell.

## Política ambiental
Los aspectos ambientales están ocupando un lugar cada vez más importante en la política de la compañía. A mediados de la década de 1980, se inició en la región sudeste de Brasil un proyecto de forestación único. Desde entonces se ha desarrollado de manera consistente y lógica en un proyecto modelo tanto en términos ecológicos como económicos. En 1992 Faber-Castell se convirtió en el primer (y aún continúa siendo el único) fabricante de lápices en introducir en Alemania una tecnología de pintura a base de agua compatible con el medio ambiente. Seis años más tarde la compañía estableció una planta de producción en Costa Rica para listones y lápices fabricados con madera ecológicamente certificada.

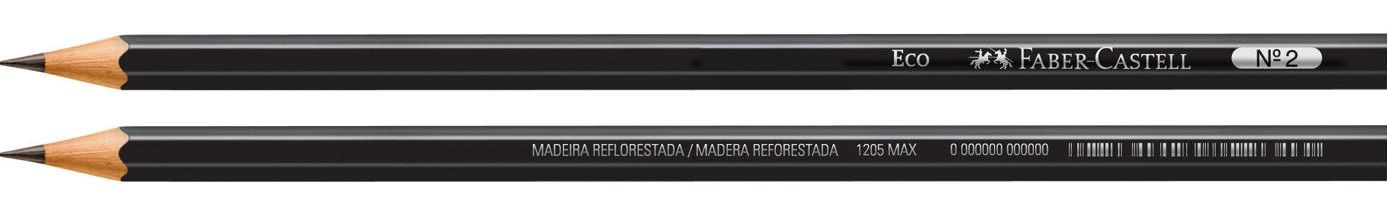
Lápices Faber-Castell «ecológicos».

En Brasil, la compañía utiliza coníferas que crecen con rapidez en sus bosques y que fueron plantadas en la antigua sabana estéril.
Mantiene además sus propios viveros de árboles y se trasplantan plantones continuamente para reemplazar cada hilera de árboles talados: un ciclo ecológico sustentable. Más de un millón de árboles jóvenes del tipo Pinus caribaea se trasplantan cada año en una superficie total de alrededor de 100 km², a miles de kilómetros de la selva tropical amazónica que se encuentra en peligro. Después de solamente diez o doce años son lo suficientemente grandes como para ser talados, cuando proporcionan la materia prima compatible con el medio ambiente para la fabricación de los lápices. Sin embargo, no sólo los materiales sino también el desarrollo, los métodos de producción y la eliminación de toda clase de desechos tienen que cumplir con determinados requisitos, sujetos a un análisis crítico. Faber-Castell es la única empresa que utiliza pintura al agua ecológica para todos sus lápices de madera producidos en Europa.

## Desarrollo de comerciales recientes
En 1993 Faber-Castell lanzó un nuevo plan estratégico para su imagen corporativa y de marca, reestructurando la gama de productos en cinco campos lógicos de competencia. El campo de Juego y Aprendizaje está pasando a ser cada vez más importante en todo el mundo. 
En 1999 Faber-Castell adquirió Creativity for Kids, marca líder en el mercado estadounidense en artículos creativos infantiles, lo que amplia la línea de productos y la cantidad de puntos de venta al detal. 
En marzo de 2000, Faber-Castell y el sindicato IG Metall firmaron en forma conjunta un estatuto social amplio, aplicable en todo el mundo y que sigue los lineamientos de la OIT (Organización Internacional del Trabajo). En julio de 2003 Faber-Castell se unió al programa del Compacto Global de las Naciones Unidas. Esto tiene la finalidad de proporcionar normas globales comunes entre los empleados, específicamente en las áreas de derechos humanos, estándares fabriles y ambiente.

## Isotipo de la empresa
En 1905, poco tiempo después de hacerse cargo de la empresa, el conde Alexander von Faber-Castell introdujo en el mercado una nueva línea de lápices de alta calidad. Para distinguirlos de los lápices de la competencia, los hizo pintar del color verde oscuro de su antiguo regimiento.
Con el nombre de Castell 9000 esta línea atrajo la atención y pronto se convirtió en un clásico. El dibujo en el lápiz de los dos caballeros combatiendo fue creado especialmente para este modelo y durante décadas adornó las cajas y estuches en diversas variantes. Posteriormente fue considerado anticuado y dejó de usarse. A principios de la década de 1990, como parte de un replanteo del diseño y de la imagen de la empresa, este motivo de los caballeros resurgió como símbolo de Faber-Castell, que en forma estilizada integra ahora el isotipo de la compañía, junto con el nombre de la marca.

## Premios
- Premio ABC Cultural & Ámbito Cultural